# Internetworking

Internetworking Prinzipskizze

Internetworking (engl.: Inter-Networking, d. h. "zwischen Netzwerken") bezeichnet die Verbindung zweier oder mehrerer Computernetze. Der Begriff Netz bezieht sich in diesem Zusammenhang auf lokal beschränkte Netze (LAN).
Dabei ermöglichen bzw. regeln Router den Datenfluss zwischen den Netzen. Sie sind u. a. dafür verantwortlich, den Weg der Daten durch die verschiedenen Netze zu wählen (Routing). Oft werden durch die Verwendung mehrerer Router mehrere Netze zu einem großräumigen Netz (WAN) zusammengeschlossen.
Durch Internetworking lassen sich Netze unterschiedlicher Vernetzungstechnologie verbinden, z. B. Ethernet mit Token Ring. Dazu verwendet Internetworking ein gemeinsames Netzwerkprotokoll, das auf allen unterstützten Vernetzungstechnologien einsetzbar ist. Solch ein Protokoll bildet die Vermittlungsschicht (Network Layer, Schicht 3) des OSI-Modells, welche die einzelnen Netze als ein einheitliches Netz darstellt.
Ein Beispiel für Internetworking ist das Internet. Das Internet unterstützt verschiedene Vernetzungstechnologien, darunter Ethernet und Token Ring. Als gemeinsames Protokoll wird das Internet Protocol (IP) verwendet. Internetworking ist nur bei einer aktiven Internetverbindung möglich.